# Xiaoxiang
För andra betydelser, se Xiaoxiang (olika betydelser).
Xiaoxiang (förenklad kinesiska: 潇湘; traditionell kinesiska: 瀟湘; pinyin: Xiāo Xiāng), ofta skrivet XiaoXiang, är en region kring Xiangfloden och Dongtingsjön i den kinesiska provinsen Hunan. I en text från 500-talet förklaras namnet med att "xiao" beskriver Xiangfloden som klar och djup. Den anslutande Xiaofloden fick inte det namnet förrän under Norra Songdynastin (960–1127).
Området är känt för sin vackra natur, rik på floder och sjöar. Det har skildrats flitigt i kinesisk bildkonst och poesi sedan lång tid, men inte bara för sin skönhet.
Regionen var tidigt en plats för kinesiska intellektuella i exil; en del hade flytt dit, andra var ämbetsmän som hamnat i onåd och degraderats till denna från maktcentrat avlägsna och obekväma ort. Ur detta uppstod poesi och bildkonst som under en yta av naturskildring ofta bar indirekta uttryck för missnöje och trots mot överheten.
Under 1000-talet uppstod Åtta vyer över Xiaoxiang som en klassisk serie motiv i bildkonsten, i Kina liksom snart därefter även i andra delar av Östasien, som sagt ofta med ett innehåll tänkt att förmedla något utöver en ren naturskildring.

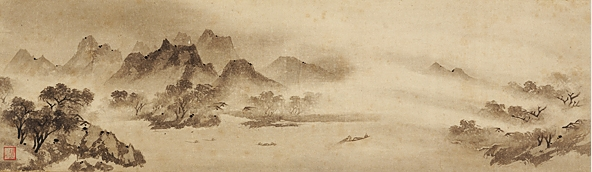
Fiskeläge i kvällsljus
Tusch på papper
Ur: Åtta vyer över Xiaoxiang, Muqi (1200-tal)